# Fimbristylis aestivalis
Fimbristylis aestivalis är en halvgräsart som beskrevs av Vahl. Fimbristylis aestivalis ingår i släktet Fimbristylis och familjen halvgräs.

## Underarter
Arten delas in i följande underarter:
- F. a. aestivalis
- F. a. macrostachya
- F. a. trichopoda